# Stazione di Mulinetti
La stazione di Mulinetti è una fermata sulla ferrovia Genova-Pisa situata nel territorio comunale di Recco; serve la frazione omonima.

## Storia
La stazione fu attivata il 23 novembre 1868 in occasione dell'apertura della tratta Genova–Chiavari della linea Genova-Pisa.
Il 16 luglio 1921 l'impianto fu trasformato in casa cantoniera, con presenziamento da parte di un assuntore, per poi riprendere lo status di fermata ferroviaria il 1º gennaio 1968.

## Strutture ed impianti
L'impianto dispone di due piccole pensiline ubicate una su un marciapiede a nord dei binari, accessibile da Via Mulinetti e in prossimità della Strada statale 1 Via Aurelia e l'altro sul marciapiede sud, accessibile da Corso Garibaldi, collegate fra loro da un sottopassaggio.

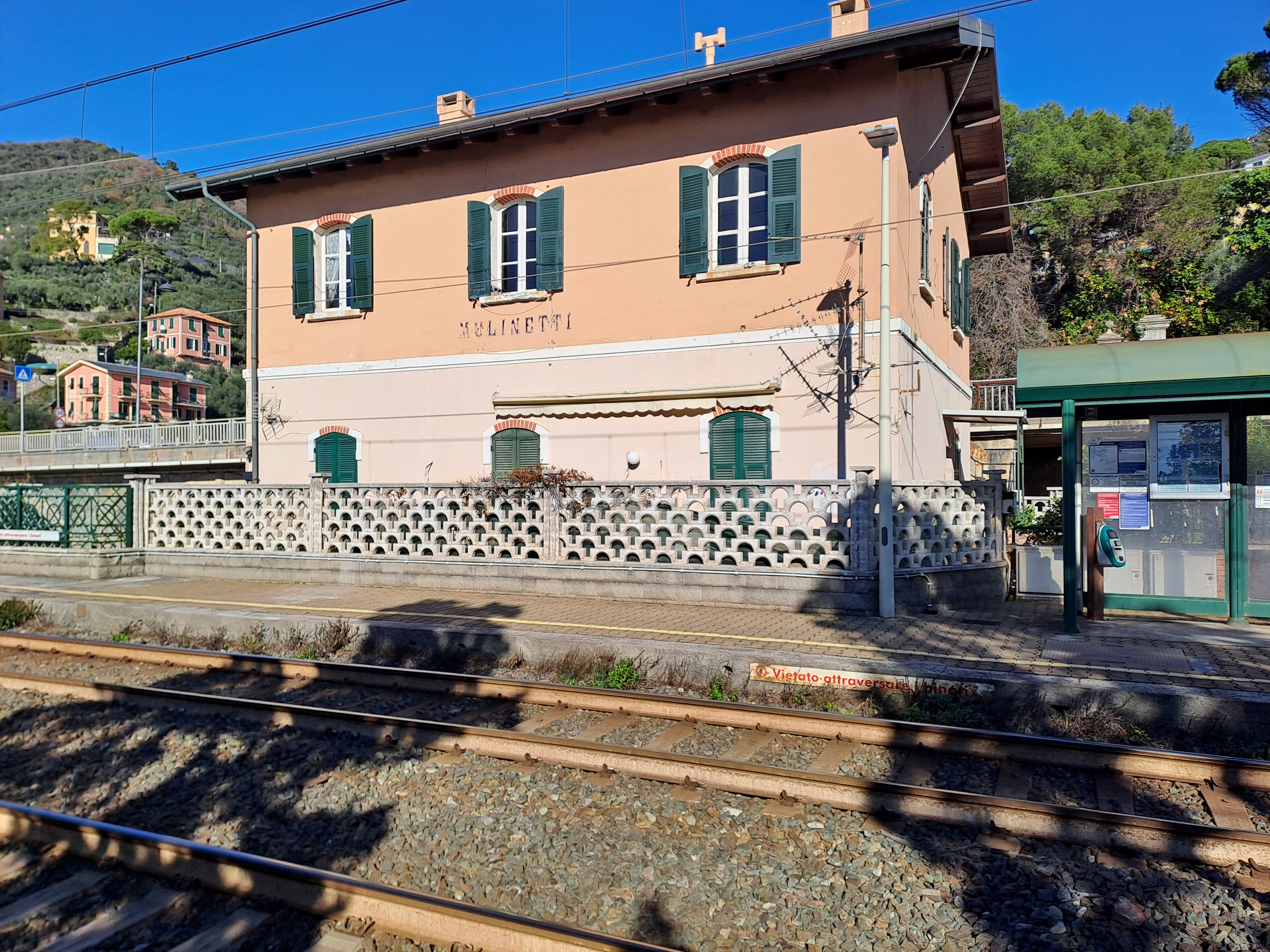
Edificio della stazione ferroviaria di Mulinetti

## Movimento
Mulinetti è  una delle fermate meno frequentate della linea: vi effettuano sosta solo due treni al giorno, unicamente nella fascia mattutina ed entrambi in direzione Levante con capolinea Recco, il che rende la stazione poco attrattiva ed obbliga l'utenza a servirsi della più servita stazione di Recco.